# Arnav Sharma
Arnav Sharma é uma criança indiana que ganhou notoriedade ao atingir a pontuação máxima em teste de QI. A pontuação de Sharma chegou a 162 pontos, um total de dois pontos mais alto do que o QI estimado do físico teórico Albert Einstein, e o célebre cosmólogo Stephen Hawking. Sharma também possui um conhecimento geográfico acima da média e pode descrever todas as capitais do mundo.

## Biografia
Arnav Sharma estuda na Crossfields em Near Reading, no Reino Unido.